# Об'єднавчий собор українських православних церков
Об'єдна́вчий собо́р украї́нських правосла́вних церко́в — помісний собор, який відбувся 15 грудня 2018 року в соборі Святої Софії в Києві. Учасники собору встановили статут та обрали предстоятеля Православної церкви України. Ним став Епіфаній (Думенко). Собор очолив уповноважений представник Вселенського патріархату — митрополит Галльський Еммануїл.

## Передумови
У 2015 році були спроби проведення об'єднавчого собору поміж представниками УАПЦ і УПЦ КП.
12 жовтня 2018 року Філарет виступив із закликом до ієрархів УАПЦ та залучених до процесу єднання ієрархів Московського Патріархату в Україні приступити до підготовки Об'єднавчого Собору.
Петро Порошенко висловив сподівання, що митрополит Макарій візьме активну участь у підготовці об'єднавчого собору та привітав його і патріарха Філарета з рішеннями Константинопольського собору 9—11 жовтня.
19 листопада 2018 року повідомили про синод Вселенського Патріархату 27—29 листопада, на якому, як спочатку очікувалося, мали оголосити заплановану дату собору (у комюніке за результатами синоду конкретної дати зазначено не було).
15 грудня 2018 року, у день проведення собору на Софійській площі в центрі Києва заплановане проведення спільної молитви, до якої закликали український письменник і дипломат Юрій Щербак, поет Дмитро Павличко, журналіст Юрій Дорошенко і дисидент Богдан Горинь.

## Підготовка
Архієпископ Євстратій заявив про те, що до нової Православної автокефальної церкви приєднається близько 6 тисяч із 11 тисяч парафій УПЦ Московського патріархату.
16 жовтня екзархи Константинопольського патріарха Даниїл Памфілійський та Іларіон Едмонтонський повернулися в Україну для продовження роботи щодо отримання автокефалії Українською православною церквою.
|                                            | Вельмишановний Петре Олексійовичу, 11 жовтня 2018 року — цей історичний день став днем проголошення, виражаючись світською мовою, декларації про духовний суверенітет українського народу. Подібно як 16 липня 1990 року — Декларації про державний суверенітет України. Ваше ім’я золотими літерами вписане з іменами правителів Київської Русі, Київської держави, Вашими попередниками — святим рівноапостольним князем Володимиром, Ярославом Мудрим — в історію України, які багато зробили для духовного розквіту свого народу. Як добрий пастир, Вселенський Патріархат покинув 99 овець і провів цим рішенням від 11 жовтня до єдності цю одну вівцю — мільйони православних християн, здійснюючи свою голгофську самопожертвенну місію, яку він продовжує здійснювати всупереч власним інтересам, а діючи як Матір-Церква заради майбутнього своїх дітей, даруючи автокефалію від московської церкви донедавна дарованої автокефалії Чехії і Словаччини. А тепер настав час для православної церкви в Україні. |
| — Іларіон (Рудник) озвучив лист Варфоломія | |

16 жовтня 2018 року митрополит Макарій в ефірі телеканалу «ZIK» заявив, що не буде брати участь в Об'єднавчому соборі до вирішення питання про назву, статут та устрій нової об'єднаної Церкви.
18 жовтня 2018 у Верховній Раді 237 голосами «за» було проголосовано законопроєкт № 9208, поданий Президентом 17 жовтня. Андріївська церква Національного заповідника «Софія Київська» передається в безоплатне постійне користування Вселенського патріархату для здійснення богослужінь і обрядів. У ній заплановане розміщення ставропігії Вселенського патріархату, яка фактично буде виконувати роль амбасади.
Предстоятель УПЦ КП Філарет, у відповідь на заяву Макарія, розповів, що всі суперечливі питання об'єднання в Українську Православну Церкву слід вирішувати відкрито на Соборі архієреїв.
Митрополит Софроній (Черкаська єпархія УПЦ (МП)) підтвердив намір взяти участь в соборі.
Також з'явилася інформація щодо участі митрополита Симеона (Вінницька єпархія УПЦ (МП)).

### З боку УПЦ КП
Українська православна церква Київського патріархату 13 грудня 2018 року провела Архієрейський собор, на якому обговорили процедуру обрання предстоятеля Православної церкви в Україні, пропозиції до проєкту статуту, створеного Синодом Вселенського патріархату, й визначилися з кандидатурою на посаду Голови помісної Церкви в Україні. Також ієрархи погодилися на участь в Об'єднавчому соборі в складі єпископату, представників від кліру, мирян та ченців.
На даний собор прибуло й зареєструвалося 126 делегатів від УПЦ Київського патріархату.

### З боку УПЦ (МП)
Незважаючи на заборону Московського патріархату своїм клірикам брати участь у цьому соборі, шестеро делегатів (двоє єпископів, два священники та двоє мирян) від УПЦ (МП) відвідали цю подію і зареєструвалися. Унаслідок тиску керівництва, Собор прийшли тільки два митрополита МП: Олександр (Драбинко) і Симеон (Шостацький). Після засідання синоду УПЦ (МП) 17 грудня 2018 року стали відомі імена й інших учасників помісного собору від УПЦ (МП): архімандрит Дорофей (Маркевич), протоієрей Петро Зуєв, протоієрей Богдан Гулямов та протодиякон Ростислав Воробій. Також мали прийти, але не з'явилися єпископи: Софроній (Дмитрук), Антоній (Фіалко) Іоан (Вахнюк), Агапіт (Бевцик), Анатолій (Гладкий), Онуфрій (Легкий), Мелетій (Єгоренко), Володимир (Мельник), Феодор (Мамасуєв), Філарет (Звєрєв).
Причини неявки
Відомий релігієзнавець Юрій Чорноморець вважає, що лише через постать Патріарха Філарета, який розпочав новий виток конфлікту за владу з новообраним митрополитом Епіфанієм в травні 2019, у Об'єднавчому Соборі 15 грудня 2018 року взяло участь всього два єрархи Московського Патріархату. За іншою версією, ієрархів які мали прибути на собор перестріла особиста охорона Новінського й підкупом, шантажем, або погрозами змусила відмовитися від цього наміру.

### З боку УАПЦ
На собор прибуло й зареєструвалося 36 делегатів від УАПЦ.

### З боку Вселенського патріархату
29 листопада 2018 року за результатами синоду Константинопольського патріархату було оголошено про надання проєкту статуту майбутньої помісної православної церкви в Україні.
Керівника УПЦ (МП) попереджено, що після 15 грудня 2018 року, виборів предстоятеля Української церкви, представники Московської Патріархії не зможуть еклезіологічно й канонічно носити титул митрополита Київського, що використовують вони зараз, порушуючи умови офіційних документів 1686 року. У відповідь митрополит Онуфрій переслав листа назад до Варфоломія.
Патріарх Варфоломій у своїх листах-запрошеннях закликав Предстоятеля УПЦ (МП) Онуфрія (Березовського) та інших ієрархів православних церков в Україні взяти участь в Об'єднавчому соборі 15 грудня.

## Перебіг Собору

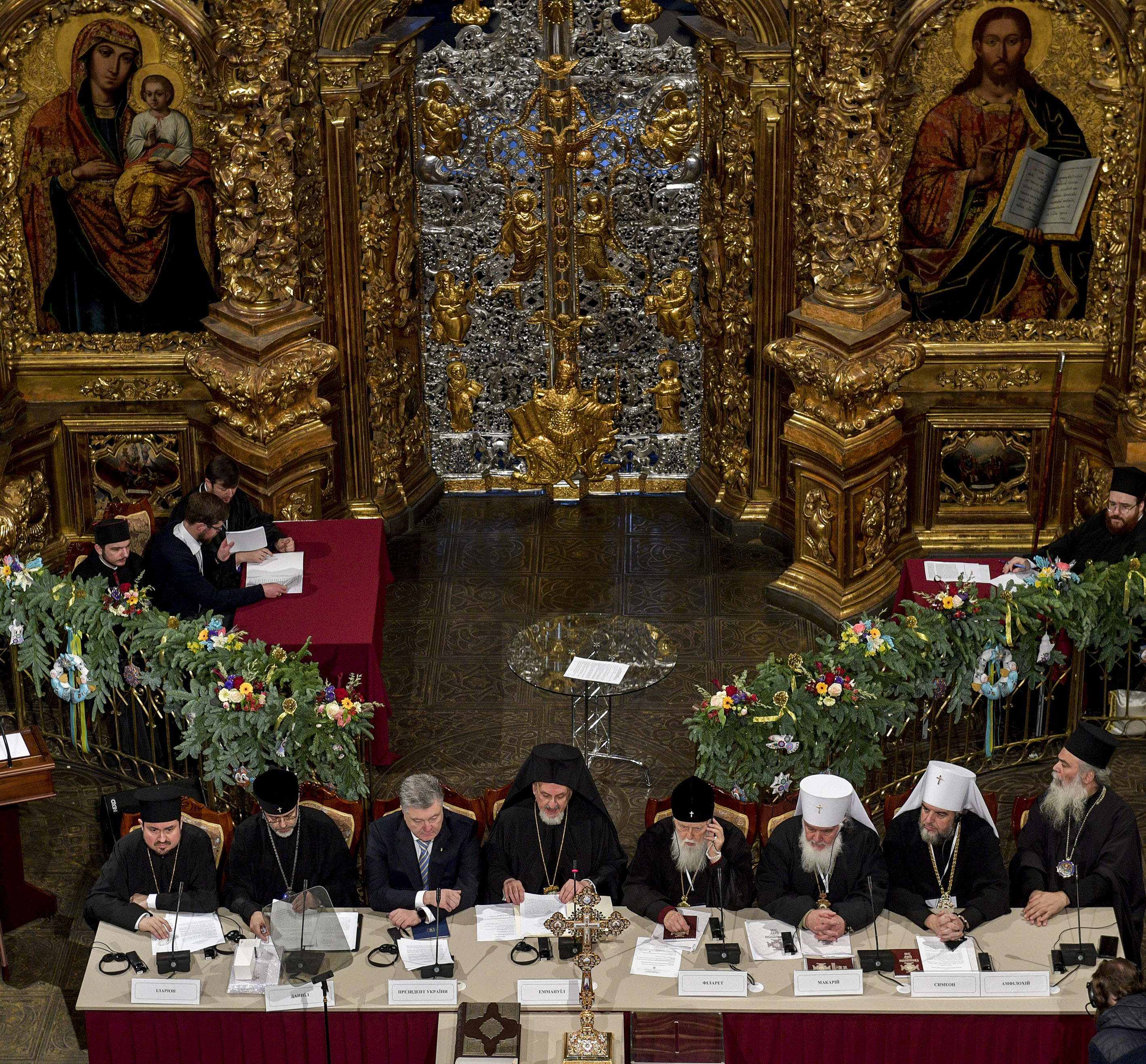
Президія Об'єднавчого собору

У храмі Малої Софії відслужили Літургію, після чого відбулася реєстрація учасників собору.
Собор розпочався 15 грудня 2018 року о 10 годині в Софійському соборі м. Києва у закритому для представників засобів масової інформації режимі. Учасники перед входом у Софійський собор здали телефони та іншу техніку з міркувань безпеки. Очікуючи рішення Собору на Софіївському майдані перед Софіївським собором мирянам сформували сцену, де вони почали співати, спілкуватися, грітися почергово в мобільних пунктах обігріву, відомі представники громадськості виступали перед мікрофоном, встановлено медіаекран, висловлювали підтримку собору (серед яких Міністр культури України-майданний конферансьє Євген Нищук). Умовою потрапляння на Софійську площу й усередину Софійського собору була необхідність пройти через рамки безпеки, встановлені МВС України, пройти огляд особистих речей і перевірку документів у поліції. Президент України Петро Порошенко завітав на собор як гість. У Софійському соборі почали дзвонити дзвони.
Керував собором митрополит Гальський Еммануїл (Адамакіс), який 2014 року, перебуваючи на посаді місцеблюстителя Західноєвропейського екзархату російських парафій, проводив інтронізацію предстоятеля УПЦ (МП) митрополита Онуфрія Березовського в м. Києві.

### Вибори
Усі архієреї УПЦ КП, УПЦ (МП) та УАПЦ отримали запрошення на собор від Вселенського патріарха Варфоломія. Однак участь взяли лише 62 архієреї: 44 від УПЦ КП (всі, окрім Михаїла (Ляроша), який пізніше визнав собор і доєднався до церкви), 16 від УАПЦ (всі) та 2 від УПЦ (МП) (Симеон (Шостацький) та Олександр (Драбинко)); право голосу отримали і екзархи Константинополя Даниїл (Зелінський) та Іларіон (Рудник). Також від кожного із присутніх архієреїв було делеговано по одному представнику священства та мирян. Отже, у виборах Предстоятеля брали участь 192 делегати: 64 архієреї, 64 священики і 64 мирянина.
Спочатку було установлено порядок голосування за предстоятеля Церкви, а саме таємне голосування у два тури: рейтингове голосування для отримання в другому турі трьох кандидатів, з котрих обиратимуть остаточно голову об'єднаної Церкви, потім — затвердження нового Статуту.
Незважаючи на закритість Собору, результати вибору предстоятеля пізніше стали відомі за свідченнями очевидців — Олександра Сагана та Богдана Гулямова. 15 грудня 2023 року, на п’яту річницю проведення Собору, один з його учасників — митрополит Олександр (Драбинко) — опублікував фотографії оригіналів протоколу Собору на своїй сторінці у соціальній мережі Facebook.
| №  | Кандидат                | Кандидат   | Кандидат                                               | Кандидат | Голоси | Рішення              |
| №  | Ім'я                    | Сан        | Титул                                                  | Церква   | Голоси | Рішення              |
| -- | ----------------------- | ---------- | ------------------------------------------------------ | -------- | ------ | -------------------- |
| 1  | Епіфаній (Думенко)      | митрополит | Переяславський і Білоцерківський                       | УПЦ КП   | 81     | пройшов у другий тур |
| 2  | Симеон (Шостацький)     | митрополит | Вінницький і Барський                                  | УПЦ (МП) | 56     | пройшов у другий тур |
| 3  | Михаїл (Зінкевич)       | митрополит | Луцький і Волинський                                   | УПЦ КП   | 38     | зняв кандидатуру     |
| 4  | Димитрій (Рудюк)        | митрополит | Львівський і Сокальський                               | УПЦ КП   | 9      | зняв кандидатуру     |
| 5  | Матфей (Шевчук)         | єпископ    | Володимир-Волинський і Турійський                      | УПЦ КП   | 5      | зняв кандидатуру     |
| 6  | Борис (Харко)           | єпископ    | Херсонський і Миколаївський                            | УАПЦ     | 3      | зняв кандидатуру     |
| 7  | Володимир (Черпак)      | єпископ    | Вишгородський і Подільський, вікарій Київської єпархії | УАПЦ     | 2      | пройшов у другий тур |
| 8  | Всеволод (Матвієвський) | єпископ    | Слов'янський, вікарій Донецької єпархії                | УПЦ КП   | 2      | зняв кандидатуру     |
| 9  | Симеон (Зінкевич)       | єпископ    | Дніпропетровський і Криворізький                       | УПЦ КП   | 2      | зняв кандидатуру     |
| 10 | Іоасаф (Шибаєв)         | митрополит | Білгородський і Обоянський                             | УПЦ КП   | 1      |                      |

| № | Кандидат            | Кандидат   | Кандидат                                               | Кандидат | Голоси | Рішення               |
| № | Ім'я                | Сан        | Титул                                                  | Церква   | Голоси | Рішення               |
| - | ------------------- | ---------- | ------------------------------------------------------ | -------- | ------ | --------------------- |
| 1 | Епіфаній (Думенко)  | митрополит | Переяславський і Білоцерківський                       | УПЦ КП   | 36     | обраний предстоятелем |
| 2 | Симеон (Шостацький) | митрополит | Вінницький і Барський                                  | УПЦ (МП) | 28     |                       |
| 3 | Володимир (Черпак)  | єпископ    | Вишгородський і Подільський, вікарій Київської єпархії | УАПЦ     | 0      |                       |

Предстоятелем було обрано Епіфанія (Думенка). Новообраний Митрополит Київський і всієї України Епіфаній (Думенко) після собору звернувся на майдані до громадськості:
|  | Ми змогли об'єднати три гілки українського православ'я в єдину помісну православну церкву. Ми змогли засвідчити, що ми можемо об'єднатися і створити в Україні єдину помісну церкву нашими спільними зусиллями… Я б хотів закликати всіх наших побратимів, архієреїв, всіх вірних в єдину Українську православну церкву. Двері нашої церкви відкриті для всіх. |

#### Реакція українців

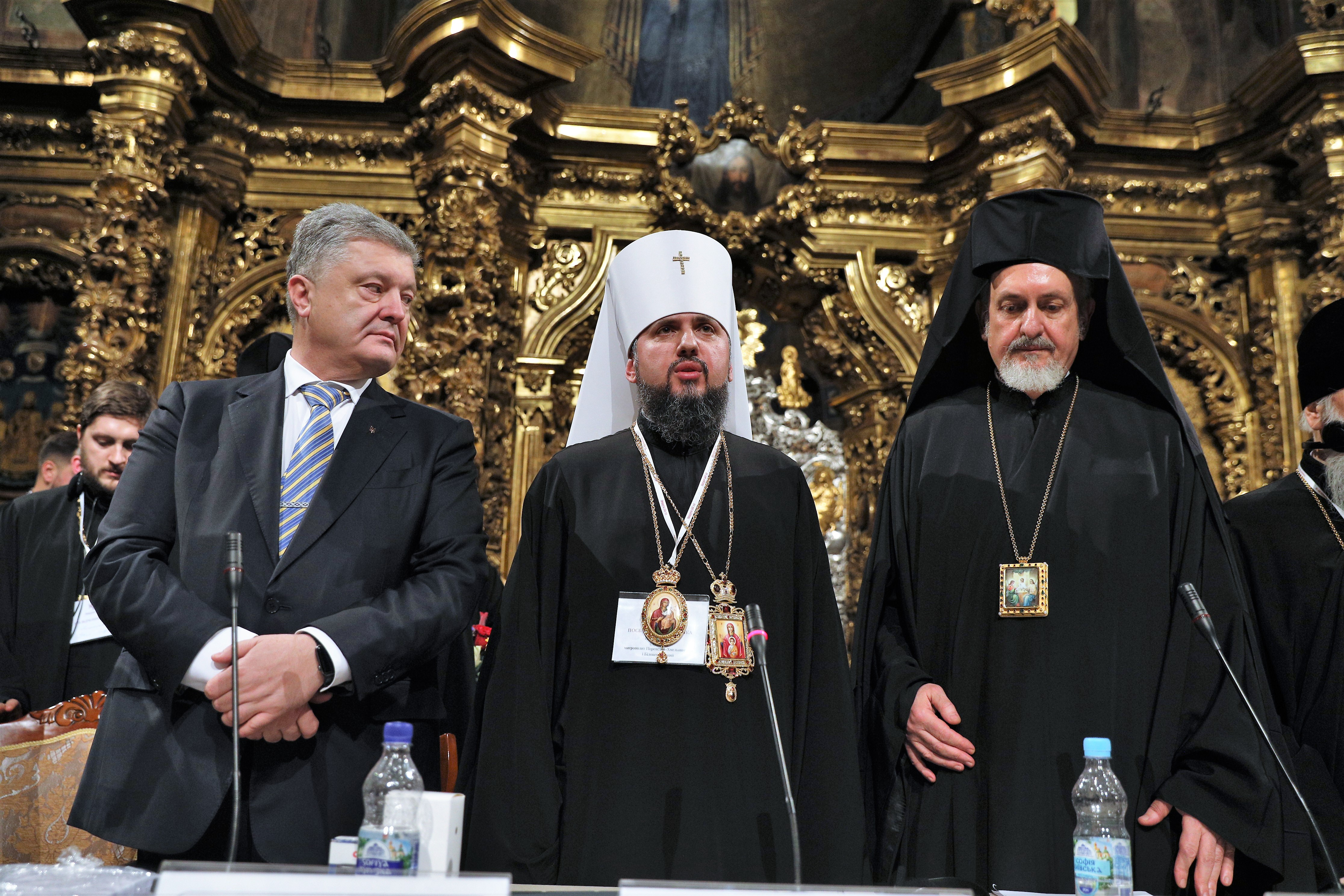
Зліва направо:
Президент України Петро Порошенко, новообраний Митрополит Київський і всієї України Епіфаній та очільник Собору Еммануїл (Адамакіс)

| 100 % у стовпчику                       | Україна в цілому | Захід | Центр | Південь | Схід | Донбас |
| Дуже позитивно                          | 16,9             | 24,7  | 16,8  | 15,8    | 10,1 | 7,3    |
| Скоріше, позитивно                      | 22,7             | 28,8  | 26,1  | 15,9    | 15,2 | 15,3   |
| Нейтрально / Ні позитивно, ні негативно | 43,0             | 35,9  | 42,7  | 43,8    | 49,9 | 51,0   |
| Скоріше, негативно                      | 3,9              | 2,3   | 3,6   | 6,8     | 4,6  | 5,3    |
| Дуже негативно                          | 2,9              | 0,3   | 2,6   | 6,4     | 2,9  | 9,4    |
| ВАЖКО СКАЗАТИ                           | 10,5             | 7,9   | 8,3   | 11,3    | 16,9 | 11,7   |
| ВІДМОВА ВІДПОВІДАТИ                     | 0,1              | 0,0   | 0,0   | 0,0     | 0,5  | 0,0    |

## Провокації
13 грудня 2018 року Служба безпеки України заявила, що попередила провокації, які були сплановані напередодні проведення об'єднавчого церковного Собору в Києві російськими спецслужбами. СБУ задокументовано наміри організувати в місті Києві та інших регіонах держави провокації напередодні та під час проведення Об'єднавчого собору та створення Української помісної Православної церкви.
За даними спецслужб, організатором замовних протестних акцій мав стати мешканець Києва, на якого російські спецслужби вийшли у листопаді 2018 року.
На зустрічі у Москві деякому киянину, за твердженням СБУ, було видано 5 тисяч доларів та детальні інструкції зокрема щодо координації дій із священнослужителем Києво-Печерської Лаври. Надалі було встановлено, що вказаною особою фактично є намісник Києво-Печерської Лаври митрополит Павло (Лебідь). За даними СБУ, провокації мали влаштувати на території Києво-Печерської Лаври 13–14 грудня під час проведення релігійної служби.